# Futsal Bisceglie 1990
L'Associazione Sportiva Dilettantistica Futsal Bisceglie 1990 è una squadra italiana di calcio a 5 con sede a Bisceglie.

## Storia
Dalla fondazione fino alla stagione 2011-12 la denominazione della società è stata Associazione Sportiva Olimpiadi. Presidente onorario della società è Gerry Anellino, già segretario della Hobby Calcetto, nonché ex team manager e vicepresidente di Olimpiadi, mentre il presidente della società nerazzurra è Luciano Sciacqua, ultimo allenatore nella storia di Olimpiadi che vanta nella sua lunga carriera anche presenze in serie A2. Sotto al nuova denominazione la squadra disputa due campionati di serie B centrando, in entrambi i casi, la qualificazione ai play-off. Trascinata dalle 20 reti della "Vipera" Vilmar Pereira, nella stagione 2012-2013 la squadra chiude terza nella stagione regolare fermandosi al primo un turno dei play-off a seguito della duplice sconfitta contro il Real Molfetta. Nella stagione 2013-2014 la compagine nerazzurra si classifica quarta e viene eliminata nel primo turno dei play-off questa volta contro la sorprendente Ares Mola. La stagione seguente è la volta buona: il Futsal Bisceglie domina il proprio girone di Serie B e conquista la promozione diretta in Serie A2, facendo ritorno nella categoria a quattro anni dall'unica stagione fino ad allora disputata (2010-11). La stagione 2015-16 rappresenta l'apice finora raggiunto dalla società nerazzurra: la squadra chiude la stagione regolare al secondo posto del girone B di Serie A2 e raggiunge la semifinale dei play-off dove esce sconfitta di una sola rete dal doppio confronto con l'Megara Augusta. Nel biennio seguente il Futsal Bisceglie mantiene la categoria, piazzandosi in entrambi i campionati a metà classifica. La stagione 2018-19 inaugura un nuovo ciclo della società, costretta al ridimensionamento per non rischiare la scomparsa. La dirigenza assembla una rosa giovane che non riesce a impedire l'ultimo posto del proprio girone e la conseguente retrocessione in Serie B.

## Statistiche

### Partecipazione ai campionati
| Livello | Categoria | Partecipazioni | Debutto   | Ultima stagione | Totale |
| ------- | --------- | -------------- | --------- | --------------- | ------ |
| 2º      | Serie A2  | 6              | 2010-2011 | 2019-2020       | 6      |
| 3º      | Serie C   | 8              | 1990-1991 | 1997-1998       | 16     |
| 3º      | Serie B   | 8              | 2006-2007 | 2014-2015       | 16     |
| 4°      | Serie C   | 4              | 1998-1999 | 2001-2002       | 8      |
| 4°      | Serie C1  | 4              | 2002-2003 | 2005-2006       | 8      |